# Granotoma albrechti
Granotoma albrechti é uma espécie de gastrópode do gênero Granotoma, pertencente a família Mangeliidae.